# Hesterthardt
Die Hesterthardt ist eine naturräumliche Einheit mit der Ordnungsnummer 3361.11 innerhalb der Hagener Randhöhen (3361.1) und umfasst laut dem Handbuch der naturräumlichen Gliederung Deutschlands den bis zu 375 m hohen Höhenzug im Gevelsberger Stadtwald mit den Erhebungen Hageböllinger Kopf,  Mühler Kopf, Brahmskopf, Poeter Kopf und Bredder Kopf und im Hagener Stadtwald mit dem Goldberg, Riegerberg und weiteren Höhen. Der Höhenzug trennt das Untere Ennepetal (3372.0) von der Vörde-Selbecker Furche (3361.12) zwischen Ennepetal-Milspe und Hagen.
Benannt ist der Höhenzug nach dem Hagener Ortsteil Hestert, der am Hang des sonst überwiegend unbesiedelten Höhenzugs gelegen ist. Hardt ist ein verbreitetes Toponym für „Bergwald“, „bewaldeter Hang“.
Der überwiegend bewaldete Höhenzug erhebt sich bis zu 200 m über das nördlich gelegene Tal der Ennepe, verläuft auffällig gestreckt nach Ostnordost und folgt einer tiefgehenden Abscherungsflexur, die geologisch Ennepesprung genannt wird. Dort liegt verworfen das flözleere Oberkarbon des Bergisch-Sauerländischen Unterlands (Über-Haupteinheit 337) gegen die Mühlenberg- und Brandenbergschichten mit kleinen Resten von Massenkalken. Das Gestein besteht aus untermitteldevonischen Schiefern und Sandsteinen am Nordrand des Märkischen Oberlands (3361). Nach Süden fällt der Höhenzug weit weniger schroff ca. 100 m zur Vörde-Selbecker Furche ab. Er wird nur einmal von dem Mittellauf des Hasper Bachs in einem engen Quertal durchbrochen.
De Hänge der Hesterthardt sind zumeist sehr bodenarm und besitzen ein mildes Klima mit einer Mai/Juli-Mitteltemperatur von fast 15 °C. Neben Fichtenanpflanzungen dominiert ein Eichen-Mischwald, der sich aus einem früheren Niederwald krüppelig aufgeschossen hat.